# Terril de Pinchonvalles
Le terril de Pinchonvalles (ou terril du Pinchonvalles) est un ancien site de charbonnage situé entre les communes de Avion, Givenchy-en-Gohelle, Liévin et Angres dans le Pas-de-Calais. Il s'agit du terril houiller le plus étendu d'Europe, atteignant 1,5 kilomètre de long et 500 mètres de large à certains endroits, pour une superficie d'environ 90 hectares. Sa hauteur, en revanche, n'atteint que 70 mètres.

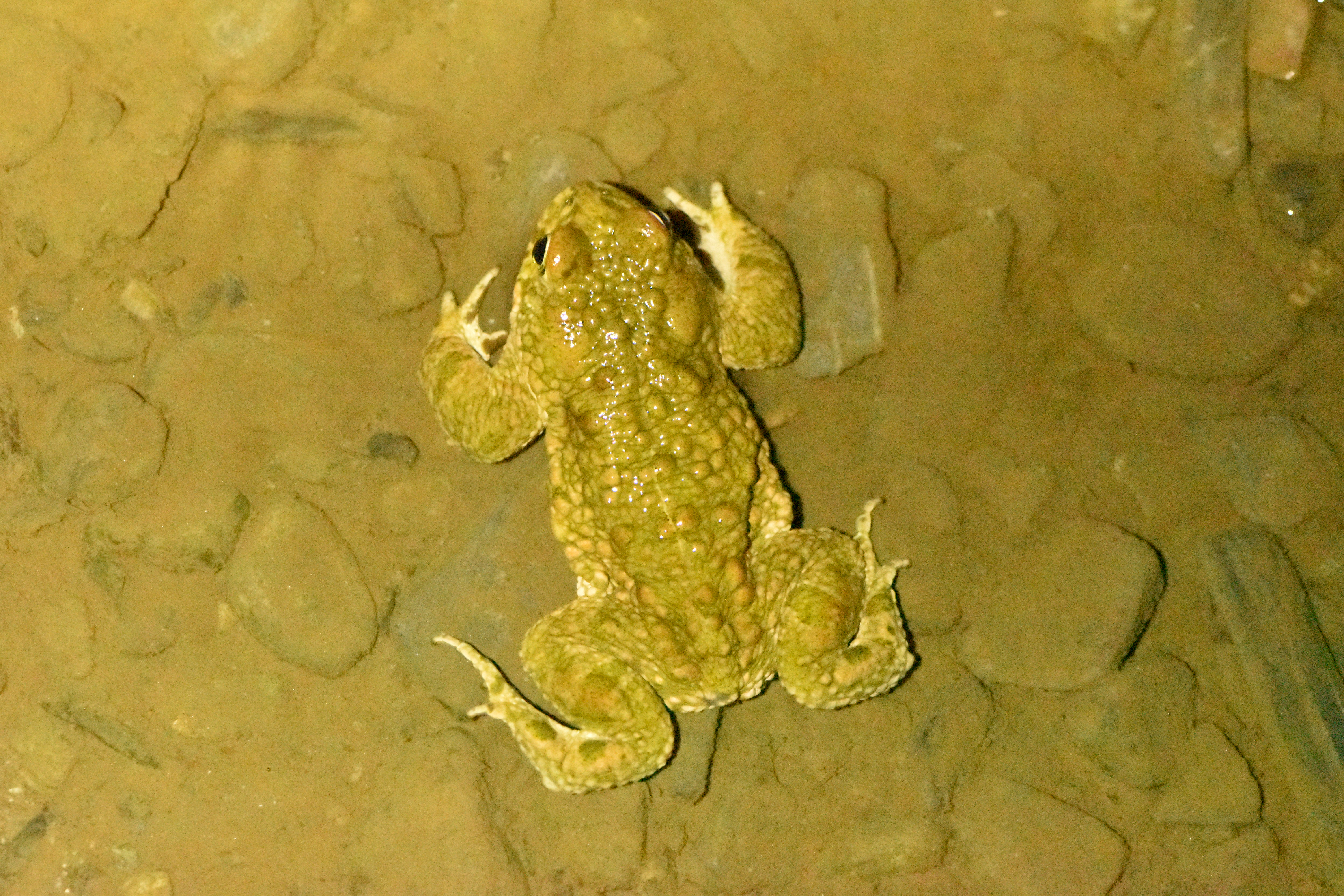
Le crapaud calamite s'est installé près des plans d'eau sur le terril.

## Milieux naturels et biodiversité
Le site abrite une faune riche de nombreuses espèces, notamment des amphibiens, des lepidoptères, des orthoptères, des reptiles ou encore des odonates. Les nombreuses clairières et plans d'eau attirent de nombreux animaux locaux. Cet espace est également utilisé comme pâturage pour les boucs.
La flore est également abondante, avec la présence de genêt ailé, dont la couleur jaune garnit les plaines entourant le terril, mais aussi d'iris fétide, de gesse des bois, de serpolet couchet ou encore de réglisse sauvage.
En outre, le terril de Pinchonvalles a été reconnu comme le plus riche en variétés de champignons.

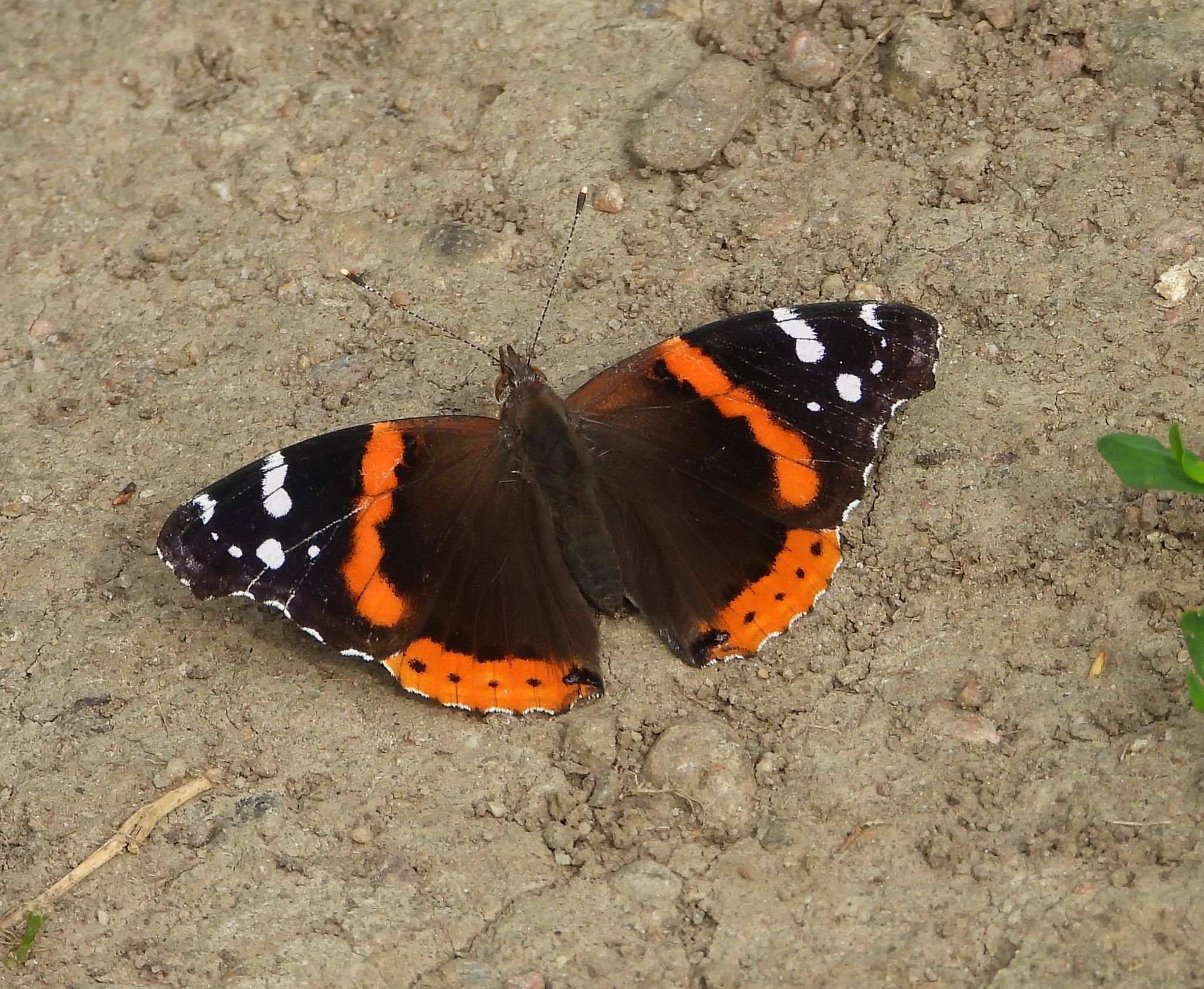
Le papillon vulcain est une espèce fortement représentée sur le terril.

En 1992, le terril obtient le statut d'espace naturel protégé, ce qui a permis la conservation de nombreuses espèces animales et végétales.

## Formation du terril et adaptation au tourisme
Le terril no 75 d'Avion apparaît en 1946 à la suite de la nationalisation des houillères en France, pour remédier à la saturation du terril des Garennes de Liévin situé en face.
Il est construit en trois niveaux, qui lui vaudront le surnom de "paquebot". 
À la suite du classement du bassin minier au patrimoine mondial de l'UNESCO, de nombreux aménagements ont été réalisés pour développer le tourisme dans le secteur. Ainsi, deux sentiers de randonnée ont été tracés :
- Le tour du terril : 3,4 km (durée de 51 minutes) ;
- Le sentier du Hercheu : 2,5 km (durée de 37 minutes).

Ces sentiers de randonnée sont reliés par des chemins d'accès aux parkings côté Avion et côté Liévin, ainsi qu'aux autres sentiers de randonnée dans les bois de Givenchy-en-Gohelle.
Le site est également doté de deux belvédères, l'un au nord et l'autre au sud du site. L'accès a été facilité aux randonneurs novices par la création d'un escalier. 